# Guaranobunus guaraniticus
Genre
Espèce
Guaranobunus guaraniticus, unique représentant du genre Guaranobunus, est une espèce d'opilions eupnois de la famille des Sclerosomatidae.

## Distribution
Cette espèce est endémique de la province de Misiones en  Argentine.

## Publication originale
- Ringuelet, 1953 : « Opiliones de la Argentina: Dos géneros nuevos de Palpatores. » Acta Zoologica Lilloana, vol. 13, p. 257–264.